# Roger Pettersson
Roger Vincent Charles Pettersson, född 4 januari 1973 i Falun, är en svensk sportjournalist och före detta boxare. Roger är uppväxt i Borlänge i Dalarna och han flyttade som 19-åring, i augusti 1992, till Stockholm för att satsa på boxningskarriären. Roger hade länge svenskt rekord i antal SM-titlar i boxning med tio vunna SM-guld - i fem viktklasser, rekordet övertogs vid SM 2015 av Bashir Hassan från Djurgårdens Boxningsklubb, som vunnit 11 stycken. Roger Pettersson deltog vid OS i Atlanta 1996, där han slutade på nionde plats i lätt mellanvikt, 71 kg. Han har representerat Sverige i fyra VM samt två EM - utan att lyckas nå medalj. Roger boxades 300 matcher, med 214 segrar, 4 oavgjorda matcher och 82 förluster.
Roger Pettersson kommenterade boxning på Eurosport 1 april 1997 till 26 februari 2008 - då han lämnade Eurosport för konkurrenten Viasat Sport.